# Sportplatz Leipzig

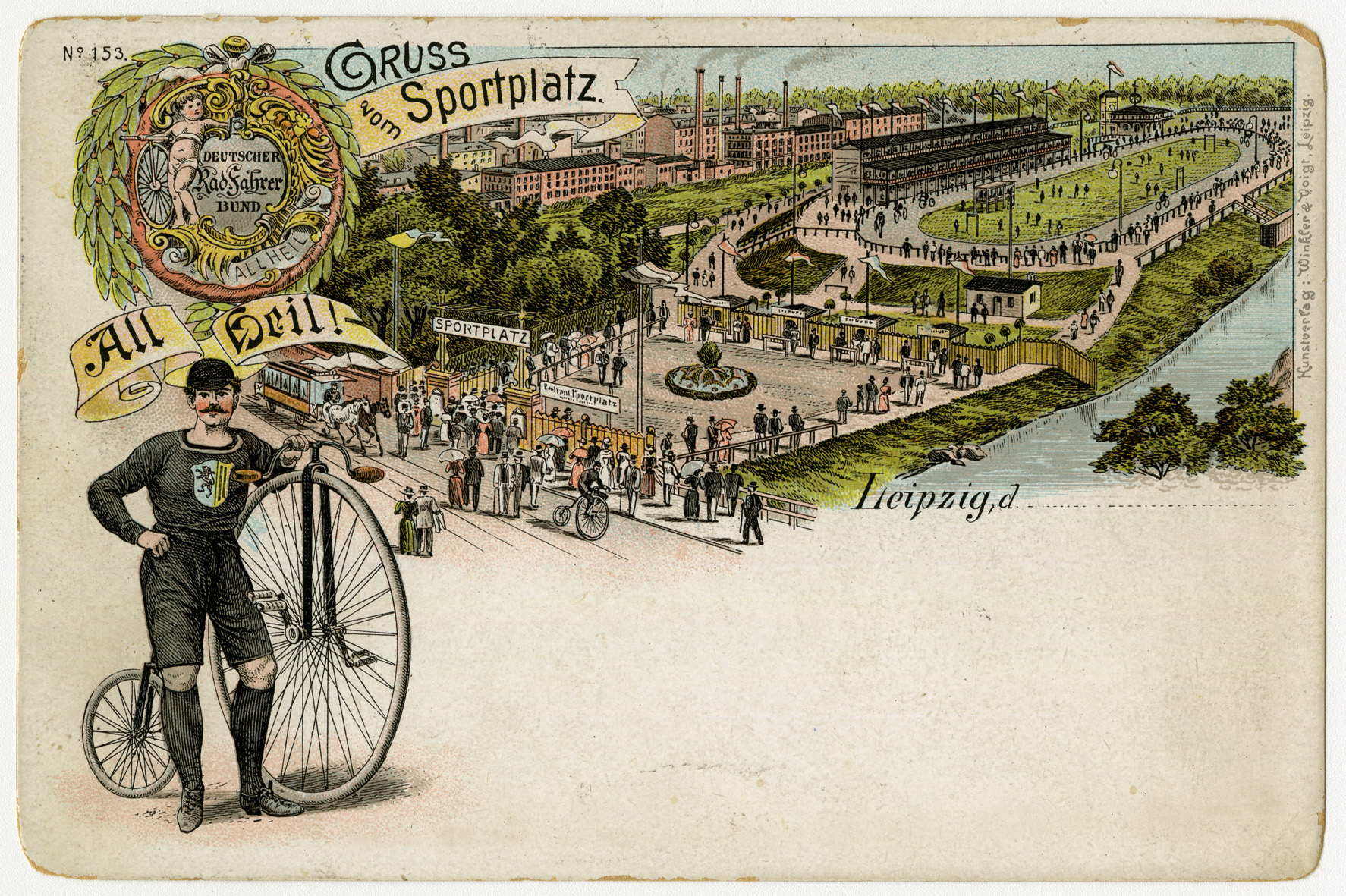
Der Sportplatz um 1895, Postkarte

Der Sportplatz Leipzig war zwischen 1892 und 1936 die größte Sportanlage in Leipzig. Auf dem ehemaligen Areal des Sportplatzes befinden sich heute die Kleinmesse sowie teilweise das Trainingszentrum von RB Leipzig.

## Geschichte

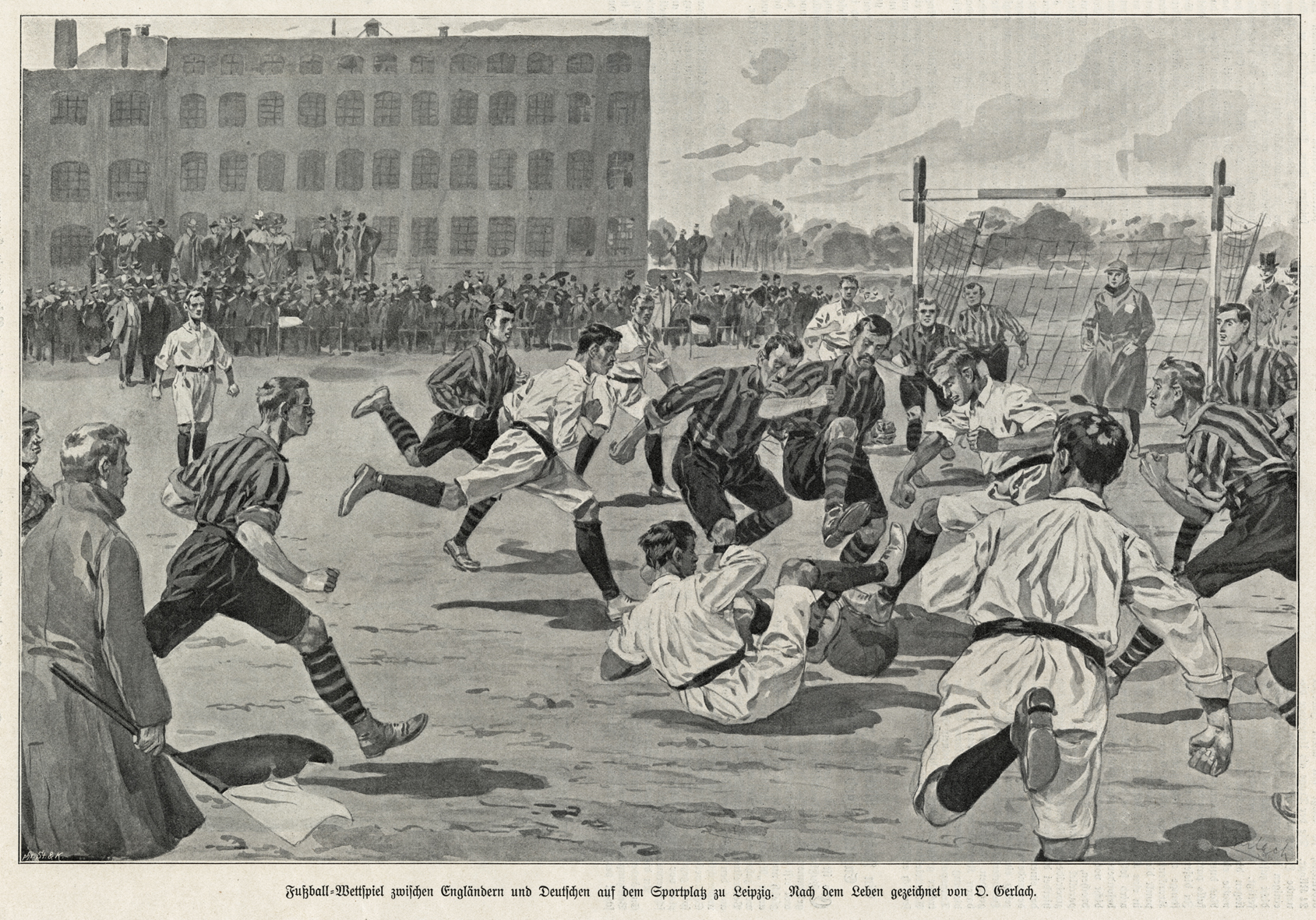
Fußballspiel VfB Leipzig – Richmond Association Football Club, Leipzig 1902.

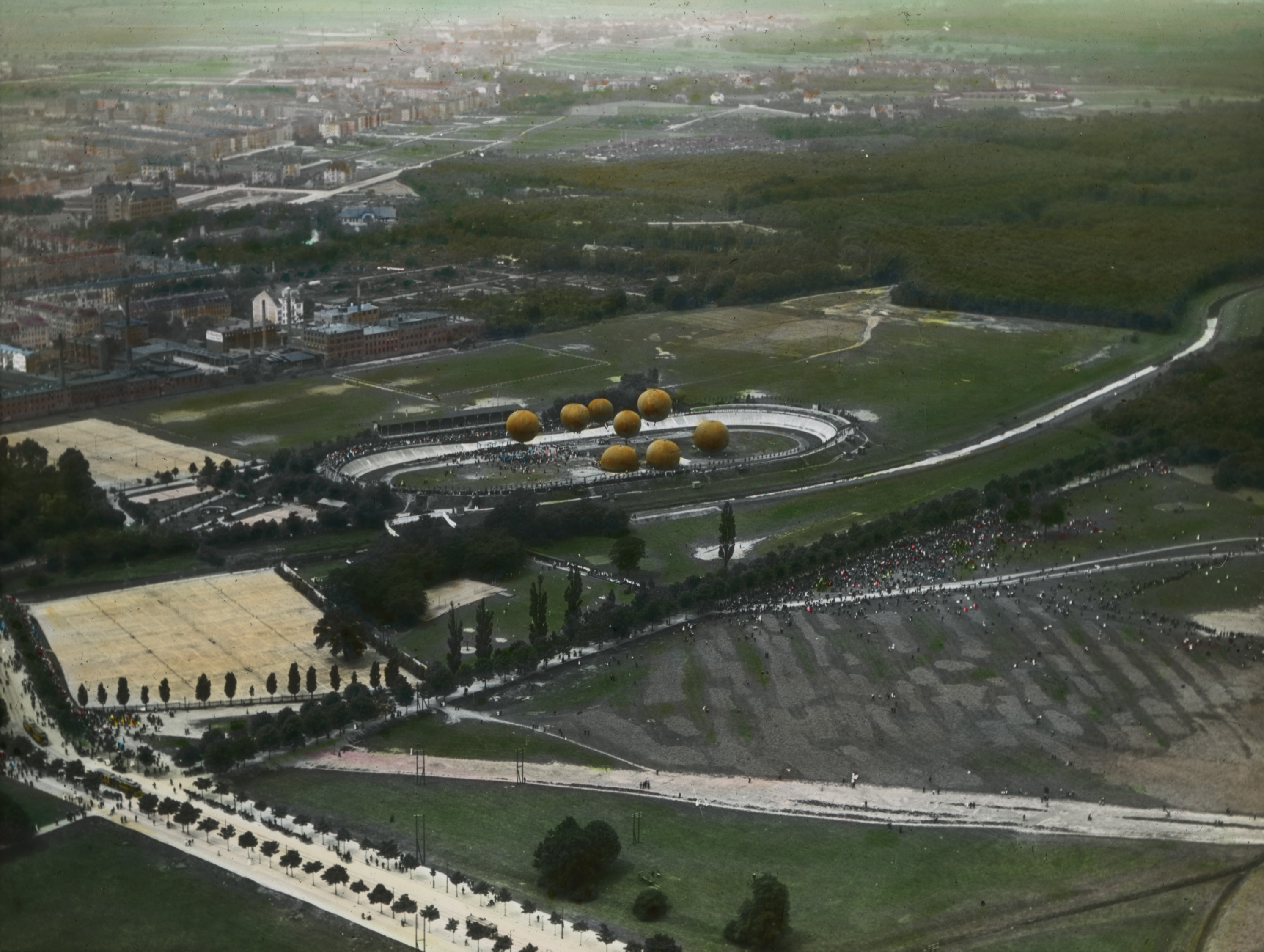
Ballonflüge auf dem Sportplatz Leipzig, um 1912

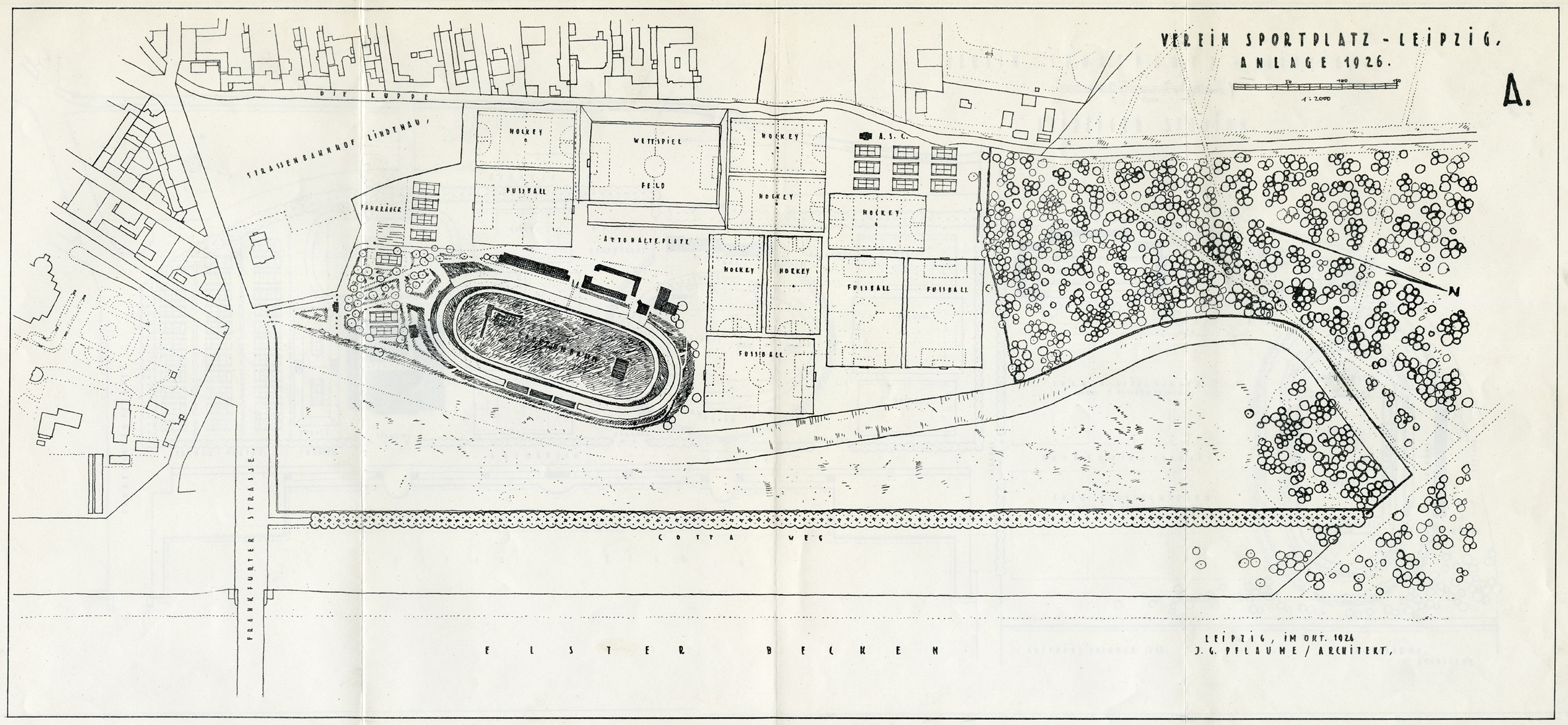
Anlage des Sportplatzes Leipzig aus der Denkschrift, 1926

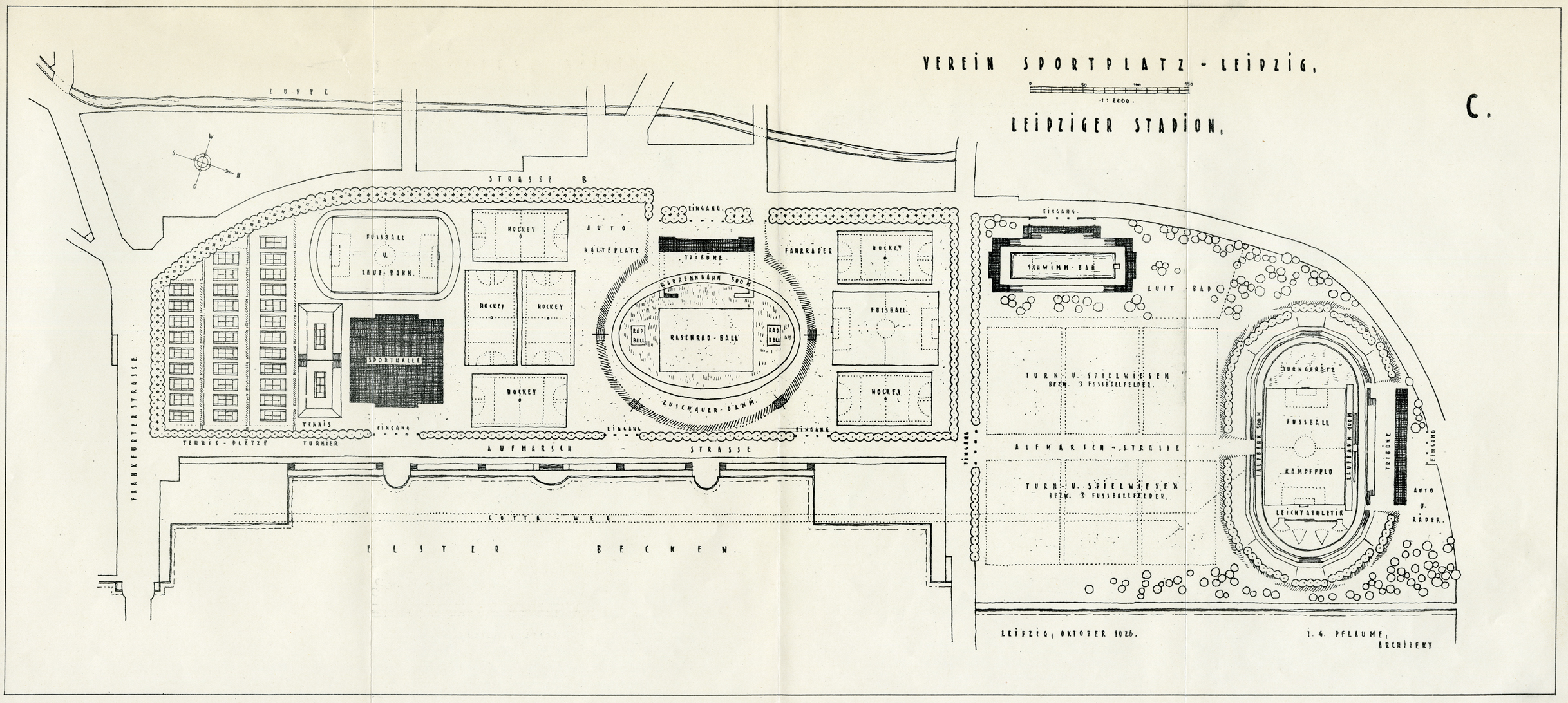
Plan des Leipziger Stadions. Leipzig 1926. Verein Sportplatz Leipzig

1891 gründete sich der Verein Sportplatz Leipzig mit dem Ziel, in der Stadt einen öffentlich zugänglichen Sport- und Turnplatz zunächst mit dem Schwerpunkt Radsport zu schaffen. Dabei sah sich der dieser weniger als Sportclub, sondern mehr als gemeinnützige Vereinigung. 1892 überließ Leipzig dem Verein pachtweise die sogenannte Gabel-Wiese in Lindenau, ein am westlichen Rand der Frankfurter Wiesen gelegenes Areal. Nördlich der heutigen Jahnallee war das Gelände durch die Kleine Luppe und einen Fahrdamm begrenzt, der 1905 zum Cottaweg ausgebaut wurde. Dazwischen verlief das Kuhburger Wasser, ein Nebenarm der Kleinen Luppe, der später während der Entstehung des Elsterbeckens stillgelegt wurde.
Im September 1892 wurde der Sportplatz eröffnet, zu diesem Zeitpunkt waren auf dem Gelände bereits eine große Radrennbahn mit Tribüne sowie mehrere kleinere Sport- und Spielplätze vorzufinden. Ein Jahr später wurde die Holztribüne der Radrennbahn durch ein Feuer zerstört, durch ein Darlehen der Stadt Leipzig konnte diese neu und größer wieder aufgebaut werden. 1899 und 1904 fanden Umbauten der Radrennbahn statt, so wurden beispielsweise die Kurven steiler gestaltet. Die Lindenauer Zement genannte und 500 Meter lange Bahn zählte zu den schnellsten Strecken Deutschlands, auf ihr wurden mehrere deutsche, Europa- und Weltmeisterschaften im Bahnradsport ausgetragen. 1901 fuhr Thaddäus Robl hier einen Stundenweltrekord heraus. Die Radrennbahn wurde in der Folgezeit auch für vielbesuchte Motorradrennen genutzt.
Der große Innenraum der Radrennbahn, zunächst das Wettspielfeld genannt, wurde seit Eröffnung des Sportplatzes für diverse Sportarten und -feste genutzt, bevor dafür teilweise eigene Anlagen auf dem Areal entstanden. Disziplinenübergreifend konnte hier Turnen und Leichtathletik betrieben werden, so fanden hier beispielsweise Qualifikationswettkämpfe deutscher Leichtathleten für die Olympischen Sommerspiele 1908 in London sowie zahlreiche Turnfeste zum Sedantag statt. Die ersten Hockeyspiele des Leipziger Sportclubs wurden ebenfalls hier ausgetragen wie ab den 1920er Jahren Boxwettkämpfe. In den Wintermonaten wurde das Wettspielfeld als öffentliche Eislaufbahn präpariert und diente außerdem als Trainingsstätte von Leipziger Eishockeyvereinen, in dieser Zeit stand für die Boxer ein eigenes Gebäude auf dem Gelände zur Verfügung.
Der erste Tennisplatz befand sich ebenfalls im Innenraum der Radrennbahn, aufgrund der der steigenden Popularität der Sportart entstanden weitere Anlagen, 1913 konnte man auf dem Gelände auf mehr als 40 Plätzen spielen. Die Anzahl ging in den folgenden Jahren aufgrund zahlreich entstandener Tennisplätze in Leipzig stark zugunsten anderer Spezialplätze stark zurück, im Jahr 1926 standen den Spielern nur noch 16 Plätze und ein Klubheim zur Verfügung. Mit hohen Zuschauerzahlen verbunden fanden ab 1893 Vorführungen und Wettbewerbe im Ballon- und Motorflugsport statt, durchgeführt vom Leipziger Verein für Luftfahrt. Dieser konnte auf dem Gelände noch einen Schuppen nutzen, um an den Fluggeräten zu arbeiten.
Der größte Fußballplatz auf dem Gelände wurde nach und nach zu einem Stadion ausgebaut, welches bis zu 20.000 Zuschauer fassen konnte und den damaligen internationalen Platzstandards entsprach. Diese Anlage übernahm den Namen Wettspielfeld von der Innenfläche der Radrennbahn. Mehrere Leipziger Fußballvereine, darunter der SV Lipsia 1893, der Leipziger Ballspiel-Club, der SC Wacker Leipzig und der VfB Leipzig – erster deutscher Fußballmeister – fanden auf dem Sportplatz ihre erste Heimstätten, bevor sie eigene Anlagen beziehen konnten. Zwischen 1897 und 1905 wurden auf dem Sportplatz durch den Verband Leipziger Ballspiel-Vereine mehrere regionale Meisterschaften ausgespielt. Das erste Länderspiel einer deutschen Nationalmannschaft in Leipzig fand am 17. November 1912 gegen die Niederlande auf dem Sportplatz statt (Endstand 2:3). Im Stadion und auf mehreren kleinen Trainingsplätzen wurde auch Feldhandball und Rugby gespielt.
Zwischen dem ehemaligen Kuhburger Wasser und dem heutigen Cottaweg befand sich zwischen 1905 und 1915 das Licht-, Luft-, Sonnen- und Sportbad des Vereins. Das fast 12.000 Quadratmeter große Gelände mit Liege- und Sitzmöglichkeiten, kleineren Wasserbecken sowie verschiedenen kleinen Sport- und Spielplätzen war ein beliebtes Freizeitziel der Leipziger Bevölkerung. Unabhängig vom eigentlichen Sportplatz konnte man sich gegen ein geringes Entgelt hier ganzjährig erholen (im Winter für die Abhärtung). Zeitweise besuchten täglich bis zu 3.000 Besucher die Anlage.
1925 hatte der Sportplatz Leipzig eine Gesamtfläche von etwa 180.000 Quadratmetern. 37 Fußball-, 14 Feldhandball-, 31 Hockey-, 3 Rugbymannschaften sowie 800 Leichtathleten und 300 Tennisspieler waren auf dem Platz nachweisbar. 718 offizielle Veranstaltungen fanden in jenem Jahr statt. Der Verein selbst hatte zu diesem Zeitpunkt fast 600 zahlende Mitglieder, die neben einem Jahresbeitrag auch mindestens einen Anteilschein zur Unterstützung des Sportplatzes erwerben mussten.
Zwischen 1898 und 1924 musste der Verein keine Pachtgebühren an Leipzig entrichten, trotzdem agierte der Verein zeitlebens in Schulden. 1926 veröffentlichte der Verein Sportplatz eine Denkschrift, um sich in die damalige geplante Neubebauung der Frankfurter Wiesen einzubringen. Laut dieser sollte der Platz komplett neu errichtet und flächenmäßig bis an das Elsterbecken erweitert werden. Neben zwei Stadien sollten eine große Sporthalle, ein Schwimmbad, ein Tennisstadion sowie kleinere Sportanlagen für Hockey, Fußball, Tennis, Turnen, Reiten und Schießen entstehen, finanziert durch Lotterien und Darlehenscheine. Das Gesamtkonzept fand durchaus Beachtung, der Leipziger Stadtbaurat Hubert Ritter übernahm Teile der Sportplatzpläne in seine Schrift Neue Stadtbaukunst. Leipzig. Im ebenfalls durch Ritter initiierten Generalbebauungsplan der Stadt Leipzig aus dem Jahr 1930 wurden die Pläne allerdings nicht mehr berücksichtigt. Im April 1935 wurde der eigentlich bis zum Jahr 1950 geltende Pachtvertrag mit dem Verein Sportplatz aufgelöst, weil die Leipziger Kleinmesse auf das Areal des Sportplatzes umziehen sollte, da auf deren bisherigem Gelände, dem sogenannten Messplatz an der Frankfurter Straße, ein Aufmarschfeld der NSDAP entstehen sollte. Mit Ausnahme der weiter genutzten Radrennbahn wurde der Sportplatz Anfang 1936 eingeebnet, im April des Jahres eröffnete dort die Kleinmesse.
Für das Jahr 1940 war in Leipzig die Gutenberg-Reichsausstellung geplant worden, die letztendlich kriegsbedingt nicht stattfinden sollte. Als Ausstellungsgelände war dafür das Kleinmessegelände ausgewählt worden. 1938 wurde der letzte Rest des Sportplatzes, die Radrennbahn, gesprengt. Kurz zuvor, am 21. September 1938, fand auf der Rennbahn der letzte Wettkampf statt, der Große Abschiedspreis der Steher mit internationaler Beteiligung. Spätestens zwischen 1943 und 1945 befand sich auf dem Gelände das städtische Kriegsgefangenen- und Zwangsarbeiterlager L 230.

## Ausgeübte Sportarten auf dem Platz
- Bahnradsport
- Boxen
- Eishockey
- Feldhandball
- Feldhockey
- Fußball
- Leichtathletik
- Motor- und Ballonflugsport

- Motorsport
- Rugby
- Tennis
- Turnen